# ゴードン・ベスーン
ゴードン・M・ベスーン（Gordon M. Bethune、1941年8月29日 - ）は、アメリカ合衆国の航空会社経営者である。1994年から2004年までコンチネンタル航空のCEOを務め、同社の経営を立て直したことで知られる。

## 若年期
ベスーンはテキサス州サンアントニオで、当時アメリカ陸軍に所属していたジャック・ベスーンとパール・エリーとの間に生まれた。両親は幼少の頃に離婚し、ベスーンは母に引き取られてテキサス州オースティンで育った。夏の間は、退役後にミシシッピ州ヘルナンドで農薬空中散布の会社を経営していた父の元で過ごし、父の仕事を手伝った。責任というものがどのようなことかを理解したのは、15歳の時に実父の家を訪れた際に、農薬散布の飛行機の着陸補助を手伝った時だと自著の中で回想している。

## 海軍
1958年、17歳でアメリカ海軍に入隊し、海軍技術学校で航空電子技官として学び、航空機の整備士となった。上等兵曹、兵曹長を経て中尉まで昇進し、1978年に退役した。最後の勤務地は、カリフォルニア州モフェット飛行場の第19哨戒飛行隊（ビッグレッド）だった。また、1961年から4年間で夜間学校に通い、高校卒業資格を取得した。

## 初期のキャリア
1978年、海軍時代の同僚の招きでブラニフ航空にメンテナンス・マネージャーとして入社した。後に整備部門のヴァイス・プレジデントまで昇進し、規制緩和において経営の効率化に努めた。ブラニフ航空在職中に整備士資格を取得した。
1983年にはウエスタン航空へ整備部門ヴァイス・プレジデントとして入社した。この時に、当時ピードモント航空で整備部長の職にあった鶴田国昭と出会い、翌年に鶴田の紹介でピードモント航空へ移籍、上級ヴァイス・プレジデントに就任した。
1989年、ピードモント航空がUSエアに買収されると同時に同社を退職し、ボーイングに役員として入社した。レントン工場でボーイング737・757の製造を担当し、在職中に757・767の操縦資格を取得した。
1984年にアビリーン・クリスチャン大学で学士号を取得した。

## コンチネンタル航空
1994年、ベスーンは、それまでに2度の倒産の危機に直面したコンチネンタル航空の社長兼COOに招聘された。その後、1994年11月に社長兼CEOに就任し、1996年には取締役会会長に就任した。
ベーン・アンド・カンパニーからコンサルタントとして同社へ派遣され、その後ベスーンにCOOとして招聘されたグレッグ・ブレネマンと二人三脚で発案した「Go-Forward plan」（前進プラン）と称した再生プランを実行した。このプランは、従業員の士気を高めると同時に、商品の質的・財政の健全化を目的としたもので、この再生プランにより、1994年の時点で会社存亡の危機にあった同社は1995年に単年度黒字を計上し、1996年には「エアライン・オブ・ザ・イヤー」を受賞するなど、経営状態は大きく改善された。
再生プランを実行するにあたって、財務・システム・運航のエキスパートを呼び寄せたが、特に運航部門の改善に呼び寄せられたのは、ベスーンの古くからの仲間で運航部門の要として大活躍するC.D.マクリーン（後に筆頭副社長＝EVPへ昇格）、整備部門全般を統括するメンテナンスの副社長にジョージ・メイスン、そして資材の調達を行う部門の長としてツルタを呼び寄せた。3人ともピードモント航空でベスーンと共に働いていた者たちだった。このため、「ビジネス・マンデー」1997年12月1日付で同社の奇跡的とも見られた再建を紹介する際に、ベスーン、CD・マクリーン、ジョージ・メイスン、ツルタたちの4人に対して「Piedmond West」（ピードモントのマフィア）と呼んでいた。このピードモントマフィアを従えて、ベスーンはブレネマンと二人三脚でコンチネンタルのターンアラウンドを達成した。
ベスーンの下で、コンチネンタル航空の株価は1株2ドルから50ドル以上まで上昇した。『フォーチュン』誌では、6年連続で「アメリカの働きがいのある会社100」に選出された。ベスーンは、1999年に著書"From Worst to First: Behind the Scenes of Continental's Remarkable Comeback"（「最悪から最高へ: コンチネンタルの目覚ましいカムバックの舞台裏」。日本語訳題『大逆転!』）を執筆し、コンチネンタル航空でのキャリアを詳述した。
ボーイング767の操縦資格を持つことから、コンチネンタル航空在籍当中は、ボーイング767の受領時に自ら操縦したこともあるほか、ボーイング777の受領時にも操縦桿を握り、操縦フィーリングを確かめたという。
2004年12月にコンチネンタル航空を退社した。2006年からはアロハ航空の親会社であるアロハエアグループの会長に就任している。しかし2008年3月、アロハ航空は破産し、運航を停止した。
また、プルデンシャル・ファイナンシャル、ハネウェル、スプリント、パーク・ホテルズ・アンド・リゾーツなどの取締役を務めた。引退後は、CNBCのコントリビューターを務めている。

## 賞と栄誉
1999年、コンチネンタル航空の拠点であるジョージ・ブッシュ・インターコンチネンタル空港に設置された社員食堂には、同社に対するベスーンの功績を讃える意味で「ゴードンホール」と命名された。コンチネンタル航空退社を控えた2004年11月には、同社に対するベスーンの功績を讃える意味で、保有するボーイング777のうちの1機が「ゴードン・M・ベスーン号」と命名された。
2003年、民間航空業界における優れたリーダーシップを称えるトニー・ジャナス賞を受賞した。2004年、ウィングス・クラブからDistinguished Achievement Awardを授与された。
2009年、航空宇宙雑誌"Aviation Week & Space Technology"は、ベスーンにフィリップ・J・クラス生涯功労賞を授与した。同誌は、「ベスーンは生涯をかけて、物事をよりよく機能させる方法を絶え間なく探し続けてきた。彼の業績と社員からの人気の両方において、ライバルはほとんどいない」と書いた。

## 私生活
ヒューストン在住、妻と子供が3人いるが、いずれも既に成人しており独立している。そのうち1人はコンチネンタル航空に勤務していた。